# Seznam narodnih herojev Jugoslavije (M)
Seznam narodnih herojev Jugoslavije, katerih priimki se začnejo na črko M.

## Seznam
- Lado Mavsar Ronko (1923–1944), za narodnega heroja proglašen 27. novembra 1953.
- Vahida Maglajlić (1907–1943), za narodnega heroja proglašena 20. decembra 1951.
- Šefket Maglajlić (1912–1983), z redom narodnega heroja odlikovan 27. novembra 1953.
- Drago Mažar (1918–1991), z redom narodnega heroja odlikovan 27. novembra 1953.
- Ivica Mažar (1915–1941), za narodnega heroja proglašen 24. julija 1953.
- Josip Mažar Šoša (1912–1944), za narodnega heroja proglašen 26. julija 1949.
- Cvijo Mazalica (1917–1986), z redom narodnega heroja odlikovan 24. julija 1953.
- Milan Majcen (1914–1941), za narodnega heroja proglašen 20. decembra 1951.
- Dane Majstorović Dacina (1922–1944), za narodnega heroja proglašen 20. decembra 1951.
- Aleksa Maksimović (1919–1943), za narodnega heroja proglašen 13. julija 1953.
- Albina Mali–Hočevar (1925–2000), z redom narodnega heroja odlikovana 13. septembra 1952.
- Zaga Malivuk (1919–1942), za narodnega heroja proglašena 27. novembra 1953.
- Miloš Mališić (1910–1941), za narodnega heroja proglašen 27. novembra 1953.
- Miloš Mamić (1918–1942), za narodnega heroja proglašen 5. julija 1951.
- Bogdan Mamula (1918–2002), z redom narodnega heroja odlikovan 22. decembra 1951.
- Gligorije Mandić Gligo (1912–1994), z redom narodnega heroja odlikovan 10. julija 1952.
- Radenko Mandić (1917–1988), z redom narodnega heroja odlikovan 20. decembra 1951.
- Milivoje Manić Mile Albanta (1901–1942), za narodnega heroja proglašen 27. novembra 1953.
- Vojislav Manojlović (1924–1944), za narodnega heroja proglašen 12. januar 1945.
- Srećko Manola (1914–1979), z redom narodnega heroja odlikovan 24. julija 1953.
- Pašaga Mandžić Murat (1907–1975), z redom narodnega heroja odlikovan 24. julija 1953.
- Nikola Maraković Nina (1912–1943), za narodnega heroja proglašen 6. julija 1943.
- Stanko Marević Prpić (1922–1944), za narodnega heroja proglašen 20. decembra 1951.
- Rade Marijanac (1916–1943), za narodnega heroja proglašen 20. decembra 1951.
- Lazar Marin (1921–1944), za narodnega heroja proglašen 23. julija 1952.
- Miha Marinko (1900–1983), z redom narodnega heroja odlikovan 27. novembra 1953.
- Ivan Marinković Slavko (1921–1943), za narodnega heroja proglašen 26. julija 1945.
- Jovan Marinković Ivo (1913–1944), za narodnega heroja proglašen 14. decembra 1949.
- Sonja Marinković (1916–1941), za narodnega heroja proglašena 25. oktobra 1943.
- Anton Marincelj Janko (1917–1943), za narodnega heroja proglašen 27. novembra 1953.
- Živan Maričić (1911–1943), za narodnega heroja proglašen 22. julija 1945.
- Mikan Marjanović (1920–1989), z redom narodnega heroja odlikovan 6. septembra 1942.
- Josip Marjanović Joso (1905–1941), za narodnega heroja proglašen 20. decembra 1951.
- Aleksa Markišić (1908–1942), za narodnega heroja proglašen 6. julija 1953.
- Bora Marković (1907–1941), za narodnega heroja proglašen 6. julija 1945.
- Brana Marković (1913–1944), za narodnega heroja proglašen 24. julija 1953.
- Drago Marković (1901–1943), za narodnega heroja proglašen 27. novembra 1953.
- Ivan Marković Irac (1909–1942), za narodnega heroja proglašen 13. marca 1945.
- Lazar Marković Čađa (1925 - 2004), z redom narodnega heroja odlikovan 2. oktobra 1953.
- Milan Marković Lika (1906–1942), za narodnega heroja proglašen 24. julija 1953.
- Moma Marković (1912–1992), z redom narodnega heroja odlikovan 6. julija 1953.
- Pejo Marković (1911–1941),za narodnega heroja proglašen 20. decembra 1951.
- Svetozar Marković Toza (1913–1943), za narodnega heroja proglašen 5. decembra 1944.
- Živan Marković Žića (1919–1942), za narodnega heroja proglašen 27. novembra 1953.
- Aleksandar Marović (1918–1943), za narodnega heroja proglašen 27. novembra 1953.
- Blažo Martinović (1920–1943), za narodnega heroja proglašen 20. decembra 1951.
- Marko Martinović (1910–1943), za narodnega heroja proglašen 20. decembra 1951.
- Nikola Martinović (1915–1943), za narodnega heroja proglašen 10. julija 1952.
- Stanko Martinović (1916–1943), za narodnega heroja proglašen 11. julija 1945.
- Ivica Marušić Ratko (1912–1942), za narodnega heroja proglašen 20. decembra 1951.
- Darko Marušič (1919–1943), za narodnega heroja proglašen 14. decembra 1949.
- Božidar Maslarić (1895–1963), z redom narodnega heroja odlikovan 27. novembra 1953.
- Veselin Masleša (1906–1943), za narodnega heroja proglašen 20. decembra 1951.
- Omer Maslić (1913–1942), za narodnega heroja proglašen 27. novembra 1953.
- Karlo Maslo (1912–1988), z redom narodnega heroja odlikovan 27. novembra 1953.
- Vojmir Maslovarić Vojo (1914–1942), za narodnega heroja proglašen 12. julija 1949.
- Mančo Matak (1920–1944), za narodnega heroja proglašen 20. decembra 1951.
- Evgen Matejka Pemc (1909–1945), za narodnega heroja proglašen 20. decembra 1951.
- Danica Materić (1921–1943), za narodnega heroja proglašena 27. novembra 1953.
- Ilija Materić (1911–2004), z redom narodnega heroja odlikovan 27. novembra 1953.
- Miloš Matijević Mrša (1902–1941), za narodnega heroja proglašen 16. julija 1951.
- Tihomir Matijević (1921–1943), za narodnega heroja proglašen 13. marca 1945.
- Anka Matić Grozda (1918–1944), za narodnega heroja proglašena 2. oktobra 1953.
- Nada Matić (1924–1944), za narodnega heroja proglašena 6. julija 1953.
- Petar Matić Dule (1920– ), z redom narodnega heroja odlikovan 20. decembra 1951.
- Stojan Matić (1915–1942), za narodnega heroja proglašen 27. novembra 1953.
- Mirko Matković (1915–2012), z redom narodnega heroja odlikovan 27. novembra 1953.
- Milosav Matković Mićo (1918–1942), za narodnega heroja proglašen 20. decembra 1951.
- Rudolf Mahnič - Brkinc (1917–1943), za narodnega heroja proglašen 20. decembra 1951.
- Slobodan Macura Bondo (1918–1943), za narodnega heroja proglašen 5. julija 1951.
- Ivan Maček Matija (1908–1993), z redom narodnega heroja odlikovan 15. julija 1952.
- Sergej Mašera (1912–1941), za narodnega heroja proglašen 10. septembra 1973.
- Jelica Mašković Jeja (1924–1942), za narodnega heroja proglašena 20. decembra 1951.
- Savo Mašković (1914–1944), za narodnega heroja proglašen 3. marca 1945.
- Vinko Megla (1922–1942), za narodnega heroja proglašen 24. julija 1953.
- Pavla Mede Katarina (1919–1943), za narodnega heroja proglašena 20. decembra 1951.
- Jože Menih (1922–1943), za narodnega heroja proglašen 27. novembra 1953.
- Borko Menkov (1919–1941), za narodnega heroja proglašen 20. decembra 1951.
- Stanko Menjić (1910–1944), za narodnega heroja proglašen 20. decembra 1951.
- Huso Merdžić (1906–1944), za narodnega heroja proglašen 20. decembra 1951.
- Dušan Metlić (1912–1942), za narodnega heroja proglašen 20. decembra 1951.
- Mile Mećava (1915–1942), za narodnega heroja proglašen 24. julija 1953.
- Petar Mećava (1913–1944), za narodnega heroja proglašen 27. julija 1945.
- Ivo Mečar Dugi (1909–1943), za narodnega heroja proglašen 24. julija 1953.
- Milan Mijalković (1897–1941), za narodnega heroja proglašen 5. julija 1951.
- Cvijetin Mijatović (1913–1993), z redom narodnega heroja odlikovan 27. novembra 1953.
- Bora Mikin (1909–1942), za narodnega heroja proglašen 6. julija 1953.
- Vlado Miklavc Henrik (1918–1944), za narodnega heroja proglašen 20. julija 1951.
- Marko Milanović (1918–1944), za narodnega heroja proglašen 6. julija 1953.
- Vicko Milat (1914–2003), z redom narodnega heroja odlikovan 8. septembra 1952.
- Veljko Milatović (1921–2004), z redom narodnega heroja odlikovan 27. novembra 1953.
- Stjepan Milašinčić Šiljo (1910–1941), za narodnega heroja proglašen 5. julija 1951.
- Mirko Milevski Uroš (1923–1944), za narodnega heroja proglašen 9. oktobra 1953.
- Sinadin Milenović (1896–1943), za narodnega heroja proglašen 20. decembra 1951.
- Rade Milićević (1910–1943), za narodnega heroja proglašen 20. decembra 1951.
- Vojko Milovanović (1918–1943), za narodnega heroja proglašen 20. decembra 1951.
- Živan Milovanović Ćata (1919–1969), z redom narodnega heroja odlikovan 2. oktobra 1953.
- Miodrag Milovanović Lune (1921–1944), za narodnega heroja proglašen 20. maja 1944.
- Miloje Milojević (1912–1984), za narodnega heroja proglašen 6. septembra 1942.
- Rade Milojević (1918–1944), za narodnega heroja proglašen 24. julija 1953.
- Dan(ic)a Milosavljević Razić (1925–2018), z redom narodnega heroja odlikovana 6. julija 1953.
- Jovan Milosavljević (1919–1941), za narodnega heroja proglašen 6. julija 1953.
- Milosav Milosavljević (1911–1986), z redom narodnega heroja odlikovan 27. novembra 1953.
- Branko Milošević Metalac (1923–1944), za narodnega heroja proglašen 27. novembra 1953.
- Tihomir Miloševski (1915–1984), z redom narodnega heroja odlikovan 27. novembra 1953.
- Branko Milutinović Obren (1918–1942), za narodnega heroja proglašen 5. julija 1951.
- Dušan Milutinović (1912–1944), za narodnega heroja proglašen 27. novembra 1953.
- Ivan Milutinović (1901–1944), za narodnega heroja proglašen 6.jula 1945.
- Ljubo Miljanović (1915–1945), za narodnega heroja proglašen 27. novembra 1953.
- Nikola Miljanović Karaula (1914–1944), za narodnega heroja proglašen 19. juna 1945.
- Petar Miljanović (1916–1942), za narodnega heroja proglašen 27. novembra 1953.
- Dragoje Miljatović Švarc (1908–1941), za narodnega heroja proglašen 5. julija 1951.
- Veljko Miljević (1916–1942), za narodnega heroja proglašen 5. julija 1951.
- Milančić Miljević (1909–1983), z redom narodnega heroja odlikovan 20. decembra 1951.
- Joco Miljković (1920–1984), z redom narodnega heroja odlikovan 27. novembra 1953.
- Rada Miljković (1917–1942), za narodnega heroja proglašena 6. julija 1953.
- Miloš Minić (1914–2003), z redom narodnega heroja odlikovan 9. oktobra 1953.
- Milun Minić Šumadinac (1910–1942), za narodnega heroja proglašen 6. julija 1953.
- Mitar Minić (1918–1989), z redom narodnega heroja odlikovan 24. julija 1953.
- Slobodan Minić (1920–1944), za narodnega heroja proglašen 9. oktobra 1953.
- Ljubiša Miodragović (1913–1941), za narodnega heroja proglašen 20. decembra 1951.
- Dimče Mirčevski (1914–1944), za narodnega heroja proglašen 1. avgusta 1949.
- Vaso Miskin Crni (1918–1945), za narodnega heroja proglašen 26. julija 1945.
- Jovan Mitić Đorđe (1920–1978), z redom narodnega heroja odlikovan 6. julija 1953.
- Jože Mitrič Zidar (1912–1944), za narodnega heroja proglašen 27. novembra 1953.
- Danko Mitrov (1919–1942), za narodnega heroja proglašen 26. julija 1945.
- Vukica Mitrović (1912–1941), za narodnega heroja proglašena 9. maja 1945.
- Mika Mitrović Jarac (1912–1941), za narodnega heroja proglašen 6. julija 1945.
- Radomir Mitrović (1912–1942), za narodnega heroja proglašen 10. julija 1952.
- Ratko Mitrović (1913–1941), za narodnega heroja proglašen 25. septembra 1944.
- Strahinja Mitrović Stajko (1922–1942), za narodnega heroja proglašen 20. decembra 1951.
- Blagota Mićunović (1910–1942), za narodnega heroja proglašen 5. julija 1951.
- Veljko Mićunović (1916–1982), z redom narodnega heroja odlikovan 27. novembra 1953.
- Vukosava (Vukica) Mićunović (1921–2016), z redom narodnega heroja odlikovana 10. julija 1952.
- Rajko Mihajlović (1909–1942), za narodnega heroja proglašen 27. novembra 1953.
- Zlate Mihajlovski (1926–1944), za narodnega heroja proglašen 9. oktobra 1953.
- Kiril Mihajlovski (1916–1991), z redom narodnega heroja odlikovan 27. novembra 1953.
- Miho Mihajlovski (1915–), z redom narodnega heroja odlikovan 30. julija 1952.
- Jože Mihevc Rudar (1922–1944), za narodnega heroja proglašen 21. julija 1953.
- Jože Mihelčič (1914–1941), za narodnega heroja proglašen 20. julija 1951.
- Slavko Mičić (1911–1942), za narodnega heroja proglašen 23. julija 1952.
- Spasoje Mičić (1921–1985), z redom narodnega heroja odlikovan 27. novembra 1953.
- Esad Midžić (1917–1942), za narodnega heroja proglašen 5. julija 1951.
- Vera Miščević (1925–1944), za narodnega heroja proglašena 27. novembra 1953.
- Svetomir Mladenović (1915–1942), za narodnega heroja proglašen 9. oktobra 1953.
- Sreten Mladenović Mika (1916–1942), za narodnega heroja proglašen 9. oktobra 1953.
- Angel Mojsovski (1923–2001), z redom narodnega heroja odlikovan 9. oktobra 1953.
- Jakob Molek Mohor (1914–1944), za narodnega heroja proglašen 27. novembra 1953.
- Milutin Morača (1914–2003), z redom narodnega heroja odlikovan 20. decembra 1951.
- Ivan Morđin Crni (1911–1944), za narodnega heroja proglašen 14. decembra 1949.
- Cveto Močnik Florijan (1914–1943), za narodnega heroja proglašen 27. novembra 1953.
- Jože Moškrič Ciril (1902–1943), za narodnega heroja proglašen 20. decembra 1951.
- Dušan Mravljak (1914–1943), za narodnega heroja proglašen 22. julija 1953.
- Karlo Mrazović (1902–1987), z redom narodnega heroja odlikovan 20. decembra 1951.
- Blažo Mraković (1911–1951), za narodnega heroja proglašen 27. novembra 1953.
- Milan Mraović Simić (1919–1943), za narodnega heroja proglašen 14. decembra 1949.
- Ibrahim Mržljak Mali (1924–1944), za narodnega heroja proglašen 24. julija 1953.
- Marko Mrkoci (1918–1997), z redom narodnega heroja odlikovan 9. maja 1952.
- Slavko Mrkoci (1922–1943), za narodnega heroja proglašen 9. maja 1952.
- Andrija Mugoša (1910–2006), z redom narodnega heroja odlikovan 27. novembra 1953.
- Dušan Mugoša Duć (1914–1973), z redom narodnega heroja odlikovan 6. julija 1953.
- Rako Mugoša (1920–1947), za narodnega heroja proglašen 15. aprila 1947.
- Špiro Mugoša (1904–1942), za narodnega heroja proglašen 7. avgusta 1942.
- Safet Mujić (1908–1942), za narodnega heroja proglašen 24. julija 1953.
- Ivan Muker (1914–1942), za narodnega heroja proglašen 8. oktobra 1953.
- Dušan Munih Darko (1924–1945), za narodnega heroja proglašen 20. decembra 1951.
- Slavko Munćan (1910–1941), za narodnega heroja proglašen 6. julija 1953.
- Milan Munjas (1923–1943), za narodnega heroja proglašen 20. decembra 1951.
- Zećir Musić (1919–1987), z redom narodnega heroja odlikovan 27. novembra 1953.
- Dragoslav Mutapović (1912–1990), z redom narodnega heroja odlikovan 27. novembra 1953.